# Trapt
Trapt — американская альтернативная рок-группа, созданная в Лос-Гатосе, Калифорния в 1997 году.

## История группы
Идея создания группы «Trapt» созревала в голове школьных приятелей Chris Brown и Peter Charell ещё в середине девяностых, под влиянием таких коллективов как «Korn», «Soundgarden» и «Metallica». C появлением гитариста Simon Ormandy, в 1997 году, трио приступило к записи своих первых демо и выступлениям, в окрестностях Южной Калифорнии. В течение года «Trapt» открывали концерты таких групп как «Papa Roach», «Spike 1000» и «Dredg», но приближающееся окончание музыкантами группы высшей школы, ставило под сомнение будущее «Trapt». После выпуска за свой счет очередной записи «Amalgamation» в 1998 году, участники коллектива Simon Ormandy и Chris Brown продолжили своё образование в Санта Крузе. Данное обстоятельство стало испытанием для группы, не сломившим серьёзность намерений участников «Trapt» в продолжении своей музыкальной карьеры. Музыканты встречались по уикэндам проводя время за репетициями и освоением концертных площадок. В начале 2000 года «Trapt» выпустили очередной релиз «Glimpse» в надежде на то, что их все же заметят представители рэкорд лейблов. В конце года, после нескольких концертов, удача вроде бы и повернулась к музыкантам лицом – пошли разговоры о контракте – но они так же быстро закончились, как и начинались, лишь спустя восемь недель музыкантам предложил контракт лейбл «Immortal».
В итоге все участники «Trapt» бросили своё дальнейшее образование, в пользу будущего группы. Вскоре, уроженец Сиэтла Aaron Montgomery прибыл в состав «Trapt» с целью занять место барабанщика. После выступления на благотворительном концерте посвященным Американским событиям 11 сентября музыкантов заметила компания «Warner Bros. » предложившая группе контракт в конце 2001 года. Данное событие, стало подтверждением того, что казалось бы не сбыточная мечта музыкантов все же сбылась. Спустя год, участники «Trapt» приступили к подготовке и записи материала для своего первого официального дебюта, провозглашенного в честь группы, который увидел свет весной 2002 года.
12 октября 2010 года состоялся релиз нового студийного альбома группы "No Apologies".
7 декабря 2011 года группа выпустила первый сингл нового студийного альбома "Reborn" под названием "Bring It". 2 октября 2012 года группа представила второй сингл с нового альбома "Love Hate Relationship". 22 января 2013 года вышел сам альбом "Reborn"

## Дискография

### Альбомы
| Год  | Название              | Лейбл                |
| ---- | --------------------- | -------------------- |
| 1999 | Amalgamation          | самиздат             |
| 2002 | Trapt                 | Warner Bros. Records |
| 2005 | Someone in Control    | Warner Bros. Records |
| 2008 | Only Through the Pain | Eleven Seven Music   |
| 2010 | No Apologies          | Eleven Seven Music   |
| 2013 | Reborn                | Epochal Artists, EMI |
| 2016 | DNA                   | Crash Collide        |

| Год  | Название      | Лейбл                |
| ---- | ------------- | -------------------- |
| 2000 | Glimpse       | самиздат             |
| 2003 | Made of Glass | Warner Bros. Records |
| 2004 | Trapt         | Warner Bros. Records |

| Год  | Название    | Лейбл        |
| ---- | ----------- | ------------ |
| 2007 | Trapt Live! | Eleven Seven |

| Год  | Название   | Лейбл             |
| ---- | ---------- | ----------------- |
| 2011 | Headstrong | Cleopatra Records |

### Синглы
| \| Год \| Название песни \| Альбом \| \| ---- \| ----------------------------------------- \| --------------------- \| \| 2002 \| Headstrong[англ.] \| Trapt \| \| 2003 \| Still Frame[англ.] \| Trapt \| \| 2004 \| Echo[англ.] \| Trapt \| \| 2005 \| Stand Up[англ.] \| Someone in Control \| \| 2006 \| Waiting \| Someone in Control \| \| 2006 \| Disconnected (Out of Touch) \| Someone in Control \| \| 2008 \| Stay Alive \| Trapt Live! \| \| 2008 \| Who's Going Home With You Tonight?[англ.] \| Only Through the Pain \| \| 2009 \| Contagios \| Only Through the Pain \| \| 2009 \| Black Rose \| Only Through the Pain \| \| 2010 \| Sound Off \| No Apologies \| \| 2011 \| End of My Rope \| No Apologies \| \| 2012 \| Bring It \| Reborn \| \| 2013 \| Love Hate Relationship \| Reborn \| \| 2013 \| Living in the Eye of the Storm \| Reborn \| \| 2015 \| Passenger \| DNA \| \| 2015 \| Human (Like the Rest of Us) \| DNA \| \| 2016 \| It's Over \| DNA \| |                                    |                       |
| Год | Название песни                     | Альбом                |
| 2002 | Headstrong                         | Trapt                 |
| 2003 | Still Frame                        | Trapt                 |
| 2004 | Echo                               | Trapt                 |
| 2005 | Stand Up                           | Someone in Control    |
| 2006 | Waiting                            | Someone in Control    |
| 2006 | Disconnected (Out of Touch)        | Someone in Control    |
| 2008 | Stay Alive                         | Trapt Live!           |
| 2008 | Who's Going Home With You Tonight? | Only Through the Pain |
| 2009 | Contagios                          | Only Through the Pain |
| 2009 | Black Rose                         | Only Through the Pain |
| 2010 | Sound Off                          | No Apologies          |
| 2011 | End of My Rope                     | No Apologies          |
| 2012 | Bring It                           | Reborn                |
| 2013 | Love Hate Relationship             | Reborn                |
| 2013 | Living in the Eye of the Storm     | Reborn                |
| 2015 | Passenger                          | DNA                   |
| 2015 | Human (Like the Rest of Us)        | DNA                   |
| 2016 | It's Over                          | DNA                   |